# Stetten am kalten Markt
Stetten am kalten Markt (Stetten a.k.M.) là một thị xã nằm ở huyện Sigmaringen, thuộc bang Baden-Württemberg, Đức.